# Edifício Legislativo do Yukon

O Edifício Legislativo do Yukon ou do Iucão (no inglês original: Yukon Legislative Building) é a sede da Assembleia Legislativa do Yukon. Localizado em Whitehorse, Yukon, é um edificio branco de três andares.
Antes de ter sido mudada para Whitehorse, a legislatura reuniu-se no Edificio Territorial Administrativo do Governo do Yukon (Yukon Territorial Government Administration Building), em Dawson City, de 1907 a 1953 (actualmente sede do Colégio do Yukon ou Yukon College).

## Ligações Externas
- Foto do Edifício Legislativo do Yukon